# ديفيد دبليو. بيرك
ديفيد دبليو. بيرك (بالإنجليزية: David W. Burke)‏ هو مسير أعمال أمريكي، ولد في 7 يونيو 1935، وتوفي في 18 أبريل 2014 بسبب مرض.